# Svartbag
Svartbagen (Larus marinus) er en fugl, der lever langs de nordatlantiske kyster fra Nordamerika over Grønland og Island til Østersøen. Det er verdens største og kraftigste måge med en længde på 64-78 cm fra halespids til næbspids og vægt på 1.150-2.150 gram.
Svartbagen, der ligesom sølvmågen ofte kaldes for havmåge, er forholdsvis nem at kende på en hvid krop, sort ryg og vingeoversider samt kødfarvede ben. Unge fugle er indtil 4-årsalderen kontrastrigt farvede i brunt med sort endebånd på halen.

## Forekomst
Nogle af Svartbagens største ynglesteder i Danmark findes på Læsø, Samsø og Saltholm. De danske ynglefugle er mest standfugle, mens fugle nord- og østfra passerer landet, for at trække sydpå eller de opholder sig ved vore kyster i en periode.

## Ynglebiologi
Svartbagen bygger en stor rede af tørt græs. I april eller maj lægger den 2-3 æg, der udruges af begge forældrefugle i 27-28 dage. Ungerne kan flyve i en alder af cirka syv uger.

## Føde
Den spiser ikke kun fisk, men er meget variabel i sit fødevalg. Den kan tage andre fugles æg og unger, rotter, kaniner og ådsler. Den æder desuden også planteføde som bær og tang. Svartbagen følger sjældent skibe. Man kan f.eks. iagttage svartbagen tage fisk ved, at den bevæger sig rundt i vandet for så at tage en fisk med næbbet, når lejlighed byder sig. Svartbagen har ligesom mange andre måger fødder, der er delvis svømmefødder, det vil sige, at der findes svømmehud mellem tæerne, men at den kun når halvvejs ud på foden.
Svartbagen har ingen rigtige fjender, når den er en udvokset fugl, men dens unger kan tages af for eksempel ræve og rovfugle.